# Menhir von Brachwitz
Der Menhir von Brachwitz war ein vorgeschichtlicher Menhir bei Brachwitz, einem Ortsteil von Wettin-Löbejün im Saalekreis, Sachsen-Anhalt. Er wurde um 1910 zerstört.

## Lage
Der Stein befand sich bei den Saalebergen (Brachwitzer Alpen?), etwa 400 m von der Saale entfernt. Die Gegend ist sehr reich an vorgeschichtlichen Fundplätzen. Nördlich und östlich von Brachwitz befinden sich mehrere Grabhügel und Steinkistengräber. Am gegenüber liegenden Ufer der Saale befinden sich bei Halle-Lettin weitere Grabhügel. In der näheren Umgebung gibt es außerdem noch mehrere weitere Menhire: So steht nordöstlich der Menhir von Morl und südwestlich die Steinerne Jungfrau in Halle-Dölau.

## Beschreibung
Über den Menhir ist lediglich bekannt, dass er bis etwa 1910 noch aufrecht stand. Angaben zu Material, Form und Maßen liegen nicht vor.
Funde aus der Umgebung des Menhirs stammen von der Bandkeramischen Kultur, der Aunjetitzer Kultur, der Vollbronzezeit, der Eisenzeit und dem slawischen Frühmittelalter.